# Gnamptogenys fernandezi
Gnamptogenys fernandezi é uma espécie de formiga do gênero Gnamptogenys.